# Campionati del mondo di ciclismo su pista 1973
I Campionati del mondo di ciclismo su pista 1973 si svolsero a San Sebastián, in Spagna, dal 22 al 28 agosto.

## Medagliere
| Posiz. | Nazione          | Oro | Argento | Bronzo | Totale |
| ------ | ---------------- | --- | ------- | ------ | ------ |
| 1      | Germania Ovest   | 2   | 1       | 1      | 4      |
| 2      | Paesi Bassi      | 1   | 4       | 3      | 8      |
| 3      | Unione Sovietica | 1   | 3       | 1      | 5      |
| 4      | Regno Unito      | 1   | 1       | 1      | 3      |
| 5      | Cecoslovacchia   | 1   | 1       | 0      | 2      |
| 6      | Francia          | 1   | 0       | 1      | 2      |
| -      | Belgio           | 1   | 0       | 1      | 2      |
| 8      | Polonia          | 1   | 0       | 0      | 1      |
| -      | Stati Uniti      | 1   | 0       | 0      | 1      |
| -      | Norvegia         | 1   | 0       | 0      | 1      |
| 11     | Italia           | 0   | 1       | 2      | 3      |
| 12     | Germania Est     | 0   | 0       | 1      | 1      |
|        | Totale           | 11  | 11      | 11     | 33     |